# Meridiecyclops baylyi
Meridiecyclops baylyi – gatunek widłonoga z rodziny Cyclopidae. Nazwa naukowa tego gatunku skorupiaków została opublikowana w 2001 roku przez biologa Franka Fiersa.